# Кадијон
Кадијон (фр. Cadillon) насеље је и општина у југозападној Француској у региону Аквитанија, у департману Атлантски Пиринеји која припада префектури По.
По подацима из 2011. године у општини је живело 101 становника, а густина насељености је износила 18,81 становника/km². Општина се простире на површини од 5 km². Налази се на средњој надморској висини од 250 метара (максималној 283 m, а минималној 135 m).

## Демографија
| 1962. | 1968. | 1975. | 1982. | 1990. | 1999. | 2011. |
| ----- | ----- | ----- | ----- | ----- | ----- | ----- |
| 138   | 130   | 121   | 110   | 104   | 93    | 101   |

График промене броја становника у току последњих година